# Центральное плато (плоскогорье, Буркина-Фасо)
Центра́льное плато́ (фр. Plateau Central) — плоскогорье в Буркина-Фасо.
Центральное плато представляет собой плоскогорье, состоящее из холмов с плоскими вершинами высотой до 250—300 метров над уровнем моря, находящееся в центральной части страны. Образовалось плато ещё в докембрийскую геологическую эпоху и состоит из гранита и гнейсовых пород.
Центральное плато издревле заселено народностью моси, являющейся крупнейшей этнической группой Буркина-Фасо (оно иногда называется также плато Моси). На территории нагорья находится столица страны, Уагадугу. Название плато носит также и одна из административных областей Буркина-Фасо — область Центральное Плато.